# Vilis Daudziņš
Vilis Daudziņš (7 november 1970) is een Lets acteur. Hij is actief sinds 2007 en speelde onder andere in de film Sapņu komanda 1935.

## Filmografie
- Neprāta cena (televisieprogramma), 2007, 166 afleveringen
- Monotonija, 2007
- Rīgas sargi, 2007
- The Courageous Heart of Irena Sendler, 2009
- Seržanta Lapiņa atgriešanās, 2010
- Curiosity (televisieprogramma), 2011, 1 aflevering
- Zabytyy(miniserie), 2011, alle afleveringen
- Sapņu komanda 1935, 2012